# 甲斐源氏
甲斐源氏（かいげんじ）は、甲斐国に土着した清和源氏の河内源氏系一門で、源義光（新羅三郎義光）を祖とする諸家のうち武田氏をはじめとする、甲斐を発祥とする諸氏族の総称。
同じ義光を祖とする佐竹氏（常陸源氏）や平賀氏（信濃源氏）とは同族である。また、武田氏と同祖となる加賀美氏流の小笠原氏系統は早い時期に隣国信濃に移ったため、信濃源氏にも含まれる。また、南部氏も早い段階で奥州に移った。
「甲斐源氏」の呼称について、治承・寿永の乱期の史料には一切見られず、甲斐源氏の一族を指す呼称には「武田党」などが用いられている。鎌倉時代には『吾妻鏡』をはじめ『帝王編年記』・『日蓮遺文』などにおいて「甲斐源氏」の呼称が用いられはじめ、軍記物語などにおいても頻出する。

## 甲斐土着から発展

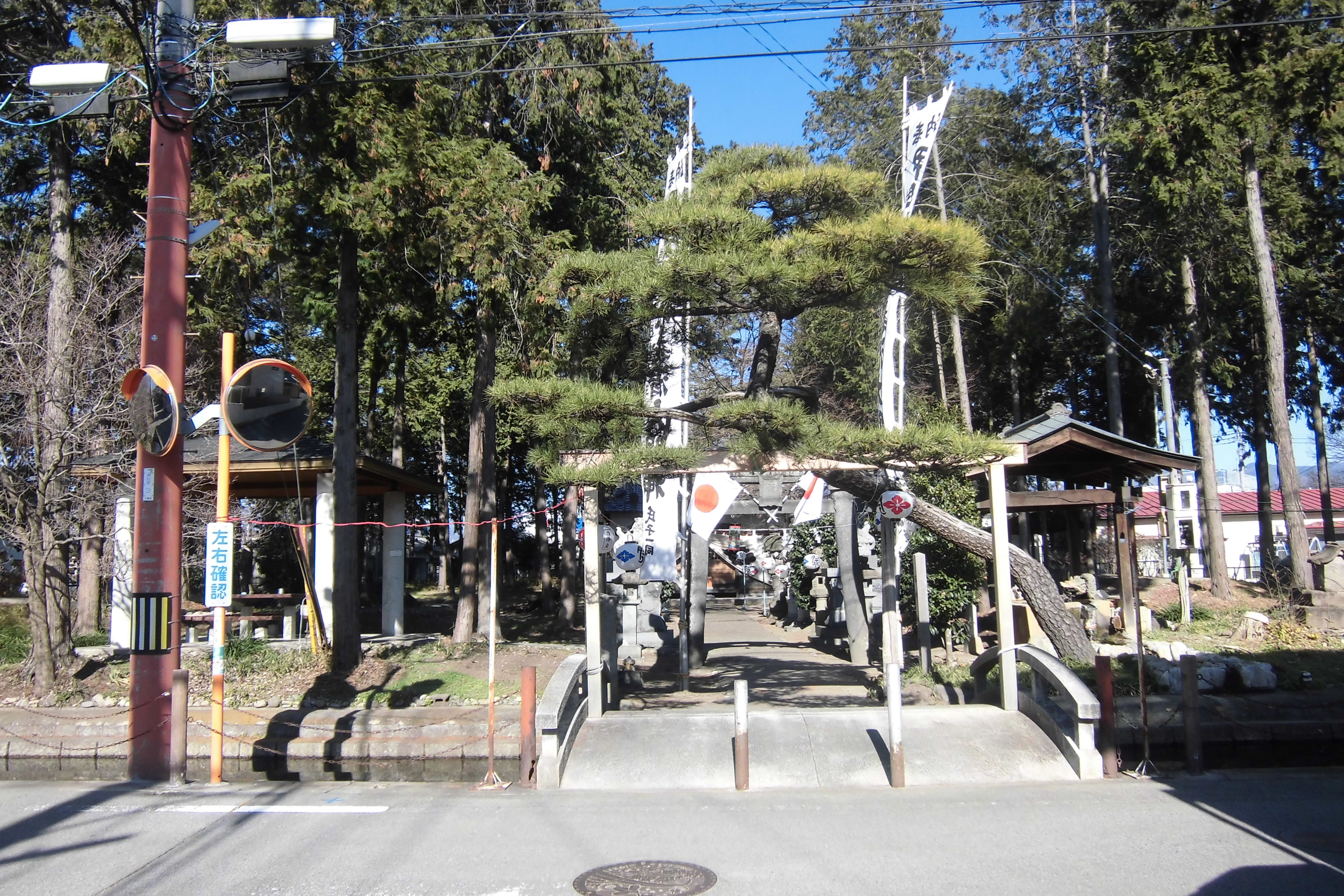
源義清の屋敷跡とする伝承のある山梨県中巨摩郡昭和町西条の義清神社

源氏と甲斐国との関係は、平安時代の長元3年（1030年）の平忠常の乱に際して追討使に任じられた源頼信が前年に甲斐守に任じられ、以来継承されていることに遡る。これは、前九年の役や後三年の役などを通じた源氏の東国進出の一環と位置づけられている。
甲斐源氏の始祖と位置づけられているのは、河内源氏3代目の源義家（八幡太郎義家）の末弟である源義光（新羅三郎義光）で、系図類によれば義光は甲斐守として入部したといわれ、山梨県には北杜市須玉町若神子など義光伝承が残されているが、否定的見解が強い（秋山敬による）。
義光の子の源義清（武田冠者）と義清の子の源清光は常陸国那珂郡武田郷（旧勝田市、現茨城県ひたちなか市武田）に土着して武田氏を称している（志田諄一による）。大治5年（1130年）に清光の乱暴が原因で周辺の豪族たちと衝突し、裁定の結果常陸より追放され、甲斐に配流される（積極的進出とも）。当時の甲斐の知行国主は藤原長実で、藤原長実の父の藤原顕季と源義光はかつて主従関係を結んでいたことがあり、義清が父の義光の縁によって藤原長実を頼った可能性も指摘されている。
甲斐国では巨摩郡市河荘を勢力基盤とし、義清・清光期には古代官牧であった八ヶ岳山麓の逸見荘へ進出する。清光の子孫は甲府盆地各地へ進出し、武田信義の頃には武田氏を中心氏族に有力な武士団を形成する。近年は『長寛勘文』に見られる応保2年（1162年）の八代荘停廃事件に甲斐源氏の存在が見られないことから、国衙（笛吹市、旧御坂町）など甲斐で勢力を持っていた在庁官人である三枝氏の勢力圏には及んでいないことも指摘されている。
甲斐国は皇室領や摂関家領が数多く分布しており、甲斐源氏は荘園の領有関係を通じて中央政界とも関係を保ち、上洛もしている。平安末期に皇室・摂関家領の抗争や中央政界の主導権争いで起こった保元元年（1156年）の保元の乱や平治元年（1159年）の平治の乱において義家系の源為義・義朝流は没落するが、甲斐源氏の一族は乱から距離を置いて勢力を扶植し、治承・寿永の乱において中央情勢に積極的に関与する。

## 治承・寿永の乱における活躍と甲斐源氏の粛清
以仁王の令旨が東国各地に伝わると、武田信義・安田義定らが挙兵する。甲斐は院政期以降長く院近臣による知行国となっており、治承三年の政変における後白河院の幽閉が影響があったと考えられている。治承4年（1180年）8月には安田義定が波志田山で石橋山の戦いに勝利した大庭景親と戦い、9月には武田信義らが信濃諏訪郡に攻め込んで影響下に置いた（信濃で競合する木曾義仲は、西上野に進出した後、横田河原の戦いを経て北陸道に進出する）。その後、武田信義らは鉢田の戦いを経て駿河に進出し、源頼朝と提携した富士川の戦いで平維盛らの平家軍に勝利した。その後、武田信義は駿河を、安田義定は遠江を実効支配し、頼朝や義仲と並ぶ東国の武家棟梁の一角を占めるようになる。また、治承4年（1180年）末に蜂起した近江源氏とも連絡を取っていたことも『玉葉』に記載されている。
安田義定は寿永2年（1183年）に義仲とともに入京し、従四位下・遠江守に叙任されている。元暦元年（1184年）には源範頼・義経の軍勢に安田義定・一条忠頼が加わり、粟津の戦いにおいて義仲を滅亡させる。さらに同年の一ノ谷の戦いでは義定・武田有義・板垣兼信らが平氏追討に参加している。有義はさらに範頼の軍勢に属し西国へ出陣している。
一方、この頃には頼朝による甲斐源氏の粛清が開始され、同年には一条忠頼が鎌倉において誅殺されており、その頃に鎌倉勢による甲斐・信濃への出兵がなされた（『吾妻鏡』）。

## 甲斐源氏の一族
治承・寿永の乱の軍功により分家にも領地が与えられ、加賀美遠光を祖とする、南部氏や小笠原氏などの庶流がやがて大名化していった。
甲斐源氏嫡流は逸見氏と武田氏が争い、逸見氏が嫡流であった時期もあるが、当初から武田の勢力は強く、鎌倉・室町と甲斐守護を保持することによって、武田氏が嫡流としての地位を確立する。武田氏から、板垣氏・甘利氏はじめ多数の庶家を出した。
その他、甲斐源氏としては安田氏・二宮氏・曽根氏・浅利氏・八代氏・奈古氏・加賀美氏流の秋山氏などがあり、庶流となる加賀美氏流小笠原氏からは、伴野氏・三好氏・三村氏・大井氏・長坂氏・長船氏などが出ている。南部氏の後胤には河西氏・奥氏・仙洞田氏などがある。
同族である平賀氏の傍流からは、公家となった竹内家が出る。源盛義（平賀盛義）の六世の孫の信治を祖とし、その子孫の秀治は久我家の諸大夫であったが、足利将軍家と同じ清和源氏であったため、室町幕府の執奏で堂上に列せられた。

## 鎌倉時代の甲斐源氏
『吾妻鏡』『承久記』に拠れば、承久3年（1221年）5月15日には後鳥羽上皇が北条義時追討の院宣を下し、甲斐源氏の武田・小笠原両氏にも院宣が届けられたという。承久の乱において同月に幕府側は御家人を参集させ京へ向けて軍勢を発し、甲斐源氏の武田信光・小笠原長清は東山道大軍将を任命されており、東山道軍は主に甲斐・信濃の武士で構成されている。
承久の乱が平定されると公卿の内、前権中納言・藤原光親を信光が預かり、源有雅を長清が預かる。『吾妻鏡』によれば、光親は同年7月12日に鎌倉へ連行される途中、駿河国車返において鎌倉使による命令を伝えられ、甲斐籠坂峠で処刑された。一方、有雅は甲斐稲積荘古瀬において処刑されている。論功行賞においては甲斐源氏の一族は畿内・西国の守護職に補任され、甲斐源氏の西国進出のきっかけとなった。

## 甲斐源氏の信仰
平安時代後期から鎌倉時代にかけて、甲斐源氏の一族は仏教に帰依し、本拠地に数々の寺院を創建した。
特に源氏の氏神である八幡神を勧請した八幡信仰、八幡神の本地仏とされた阿弥陀信仰、平安後期の末法思想に伴う浄土信仰は盛んで、甲斐源氏の頭領である武田信義は本拠の武田郷に武田八幡宮（韮崎市）を創建したという。また、武田八幡宮に近接する願成寺（韮崎市）を再興したとされ、願成寺には本尊の阿弥陀三尊像が伝来しているほか、甲斐善光寺にも同様の阿弥陀三尊像が伝来している。
峡東地域においては安田義定が創建したとされる放光寺（甲州市）に本尊の大日如来像のほか愛染明王像、不動明王像など密教に関する諸仏が残され、特に愛染明王坐像は遺例の少ない「天弓愛染」像として知られる。加賀美遠光の進出した西郡地域では宝珠寺（南アルプス市）に大日如来及四波羅蜜菩薩坐像が伝来しており、大聖寺（身延町）に伝来する不動明王像は遠光が高倉天皇から下賜されたとする伝承を持つ。
ほか、甲斐源氏の一族は時宗や日蓮宗など鎌倉新仏教にも帰依し、時宗では二世他阿真教が甲斐を遊行している様子が『一遍上人絵伝』などに描かれ、真教に帰依した一条時信の弟の一条宗信（法阿朔日）が一蓮寺（甲府市）を創建している。
日蓮宗の開祖である日蓮は『立正安国論』を著し鎌倉幕府へ進言を行うが、文永8年（1271年）に鎌倉から佐渡島へ追放される。日蓮は文永11年（1274年）に赦免され鎌倉へ戻ると、同年5月に南部光行の息子の波木井実長に招かれ波木井郷へ居住し、弘安5年（1282年）まで同地で過ごしている。甲斐国には日蓮直筆の曼荼羅本尊などが伝来している。

## 武術
武術・礼法にも優れ、逸見氏は武田氏の家臣に組み込まれていったが、甲斐に住した逸見氏は武田信虎と対立して流浪の末、武蔵国秩父郡に住んだ。子孫は江戸時代後期に溝口派一刀流の剣術を身に付けて、甲斐源氏の血筋にちなんで甲源一刀流を開いた。さらに鎌倉以来、武田氏と並ぶ勢力を築いた小笠原氏は室町幕府において礼法の家柄として確立した。小笠原流礼法と弓術を確立した。公家の竹内氏の傍流の美作の竹内氏は、捕手・腰之廻を編み出し、現存最古の柔術流派である竹内流を開いた。また、大東流合気柔術の実質的な創始者で近代最強の武術家とも称される武田惣角も甲斐源氏の系譜を称した。

## 甲斐源氏の一族
甲斐源氏の一族として、南北朝期に陸奥国へ移住した南部氏や出羽へ移住した浅利氏、始祖武田信広が若狭武田氏の後裔を称する蝦夷の蠣崎氏（松前氏）、土佐の香宗我部氏らの一族がいる。
また、近世期には甲斐国主となった柳沢氏が甲斐源氏・武田氏の後裔を称している。